# 比利科夫齊
50°22′3″N 28°58′38″E / 50.36750°N 28.97722°E
比利科夫齊（烏克蘭語：Більківці）是烏克蘭北部的村莊，隸屬日托米爾州的日托米爾區。該村始建於1609年，面積3.4平方公里，海拔高度188米，2001年人口1,056。